# Popmundo
Popmundo är ett internetbaserat rollspel som kretsar kring musik med cirka 69 0000 (oktober 2014) användare spridda över hela världen. Spelet är utvecklat av det svenska företaget ExtraLives AB. Det finns möjlighet att mot betalning köpa ovanliga föremål till sin karaktär eller ge sin karaktär andra privilegier samt prenumerera på ett VIP- eller Företags-paket.
Som användare kan man skapa en musikartist och uppträda jorden runt, söka jobb på allt från sjukhus till klubbar och universitet, ha förhållande med andra spelare eller kanske fokusera på den kriminella banan. Man kan även välja vilken stad man vill bo i. Man kan ha max 3 lägenheter i olika städer. Popmundos värld är baserad på verkliga länder och städer. Det finns inga datorstyrda användare utan allt som sker styrs av spelarna själva. Alla städer har en borgmästare som tar hand om staden. Borgmästaren väljer vem som ska ta hand om stadskassan, vem som ska få bli polischef och liknande. 
Illustrationerna i spelet är gjorda av Jonn Clemente. 
Spelet hette tidigare Popomundo.